# ناحیه پانیو
پانیو (به لاتین: Panyu District) یک سکونتگاه مسکونی در جمهوری خلق چین است که در گوانگ‌ژو واقع شده‌است.

## خصوصیات
پانیو ۷۸۶٫۱۵ کیلومترمربع مساحت و ۱٬۷۶۴٬۸۶۹ نفر جمعیت دارد.

## خواهرخوانده
شهر آویرو خواهرخواندهٔ پانیو هست.